# احکم (یمن)
 احکم  به عربی ( أحکَم )، روستایی است در دهستان نجره از توابع استان اَبیَن در کشور یمن در شبه جزیره عربستان. 

## جمعیت
جمعیت آن ( ۵۵) نفر (۶ خانوار) می‌باشد.